# 森輝見
森 輝見（もり きけん、1859年（安政6年10月） - 1923年（大正12年）12月17日）は、日本の政治家、衆議院議員（2期）。年に改名。

## 経歴
讃岐国三野郡比地大村(のち香川県三豊郡豊中村→豊中町、現・三豊市)生まれ。皇学、漢学と英語を学ぶ。香川県会議員、同常置委員、三野郡連合会議員となる。
1894年3月の第3回衆議院議員総選挙において香川5区から自由党公認で立候補して当選した。同年9月の第4回衆議院議員総選挙で再選。衆議院議員を2期務め、1898年3月の第5回衆議院議員総選挙は不出馬。1923年に死去した。